# Szabad iskolaválasztás
A szabad iskolaválasztás azt jelenti, hogy a törvény a szülő kezébe helyezi a döntést, melyik iskolába íratja gyermekét. Egyéb iskolaválasztási rendszerekben az állam befolyása erősebb abban a tekintetben, ki melyik iskolába járjon.

## Magyarországi szabályozások
A szabad iskolaválasztás Magyarországon a 80-as években megkezdődött átfogó oktatáspolitikai reformok egyik meghatározó eleme volt, amelyet az 1985-ös  és az 1993-as oktatási törvények rögzítettek. Ezt megelőzően Magyarországon körzetes iskolaválasztás volt érvényben, melyben a szülő a lakóhely-körzetéhez tartozó iskolák közül válogathatott.
Az iskolaválasztás kapcsán több szempont mentén merülnek fel érvek és ellenérvek. Ilyen szempont lehet az esélyegyenlőség és méltányosság elvének biztosítása, a döntési szabadság joga, vagy az iskolák közötti szabad versenyből eredő hatékonyság-növekedés. Magyarországon élénk vita folyik arról, mi a szerepe a szabad iskolaválasztás intézményének – a magyar közoktatás rendszerének egyéb sajátosságaival együtt – az iskolai szegregáció alakulásában. Ilyen elemek még az iskolák finanszírozásának módja, az iskolák tanulók közötti válogatási joga és a saját tanterv készítésének és tagozatok, speciális osztályok indításának joga már az első osztálytól.

## A szabad iskolaválasztás és a hozzá kapcsolódó kérdések
Számos kutatás azt támasztja alá, hogy a szabad iskolaválasztás sérti a gyerekek esélyegyenlőségét, mivel a diákok társadalmi-gazdasági háttér szerinti szegregációjához vezet.
A szabad iskolaválasztás gyakori következménye ugyanis, hogy a jobb társadalmi háttérrel rendelkező diákok jellemzően a magasabb színvonalú oktatást nyújtó intézményekbe, míg az alacsonyabb státuszú diákok a gyengébb iskolákba koncentrálódnak.
Ennek hátterében az áll, hogy a jobb társadalmi háttérrel rendelkező gyerekek szülei jellemzően több és pontosabb információval rendelkeznek az oktatás színvonalának fontosságáról, az egyes iskolák minőségéről, erősebbek érdekérvényesítő képességeik, illetve könnyebben tudják vállalni az iskolaválasztással járó költségeket (például lehetőségük van a gyerekek távolabb eső iskolába történő ingáztatására). 
Emiatt a jobb szociokulturális háttérrel rendelkező családok nagyobb valószínűséggel választják a jobb iskolákat, míg az alacsonyabb státuszú családok gyerekei a gyengébb iskolába kerülnek.
Ezzel szemben a szabad iskolaválasztás mellett érvelők a választás szabadságának fontosságát hangsúlyozzák, arra hivatkozva, hogy minden tanulónak joga a saját igényeihez legjobban illeszkedő iskolát választani. Közvélemény-kutatások szerint Magyarországon a szülők túlnyomó többsége (2009-ben 76,2 százaléka) támogatja azt az elképzelést, hogy a szülő joga eldönteni, melyik iskolát választja gyermeke számára.
Sokan a szabad iskolaválasztás előnyei közt említik még, hogy az erősítheti az iskolák közötti versenyt, ami fokozza az oktatás minőségét és hatékonyságát.
A versenyképesség növelése érdekében az iskolák igyekeznek minél attraktívabb kínálattal szolgálni és meggyőzni a döntéshozó szülőket. A szülőknek való megfelelést meghatározza az iskola jó teljesítménye. Egyes vélekedések szerint a homogénebb összetételű osztályokban könnyebben lehet a tanulók igényeihez és képességeihez szabni a tananyagot és az oktatási módszereket.
Más tudományos kutatások azonban arra a következtetésre jutottak, hogy az integrált tanulói közösség – amennyiben a hátrányos helyzetűek aránya nem halad meg egy bizonyos küszöbértéket (ezt általában 25 százaléknál húzzák meg) – megfelelő pedagógiai módszerekkel kiegészülve a hátrányos helyzetű háttérrel rendelkező tanulók eredményeire jótékony hatással van, míg a nem-hátrányos helyzetű tanulók eredményeit legalábbis nem rontja, de sok esetben javítja is.  
Amennyiben a szülők előnyben részesítik, hogy gyerekeik jobb, vagy legalább hasonlóan jó képességű gyerekekkel tanuljanak együtt, az iskolák arra fognak törekedni, hogy ezeknek az elvárásoknak megfeleljenek. Ezen körülmények felerősíthetik az iskolai szegregáció kialakulását és mélyíthetik az iskolák közötti minőségbeli különbségeket.

## A szabad iskolaválasztás helye az oktatási rendszerben
A szabad iskolaválasztás intézménye feltételezi, hogy mindenki számára egyenlő mértékben biztosítja a választás lehetőségét. A gyakorlat azonban azt mutatja, hogy a hátrányos helyzetűek csak korlátozott mértékben tudnak a választás lehetőségével élni.  
Nemzetközi tapasztalatok azt mutatják, hogy a szabad iskolaválasztás nem növeli az oktatás színvonalát olyan mértékben, amely ellensúlyozná az esélyegyenlőséget csorbító hatásokat.
A szabad iskolaválasztás rendszere akkor tud hatékonyan működni, ha megfelelő oktatáspolitikai eszközökkel enyhítik az egyenlőtlenségből fakadó negatív hatásokat. A keresleti oldalon ilyen eszköz lehet például egy célzott utalványprogram, mely az alacsonyabb státuszú családok kezdeti információs és anyagi hátrányát enyhíti. A kínálati oldalon pedig az iskolák közötti minőségbeli eltérést lehet különböző eszközökkel csökkenteni. Egy egységes iskolai teljesítményösztönző rendszer kialakítása például csökkentheti az iskolák közötti jelentős színvonalbeli eltéréseket.
A tanulók korai szelekciója (lásd például Magyarországon a nyolc- és hatosztályos gimnáziumok vagy iskolán belüli tagozatok) szintén az iskolák közötti differenciákat erősíti, ezért a gyerekek minél hosszabb ideig tartó közös- és egységesen magas színvonalon történő oktatása mellett érvelnek.  Skandináv országokban elterjedt a komprehenzív iskolarendszer, melyben a tanulók 16 éves korukig egységes tananyagot, hasonló színvonalon, és kiegyensúlyozott tanulói összetételű osztályokban tanulják.
Mindemellett a pedagógusok és iskolák nagy szabadságot kapnak abban, hogy tanítási módszereiket a helyi igényekhez igazodva alakítsák ki. Lengyelország 1999-es átfogó, rendszerszintű oktatási reformja szintén az egységes, 9 éven át tartó általános iskolai oktatást honosította meg a korábban nyolc évig tartó általános iskolai oktatás helyett.

## Szabad iskolaválasztás és iskolai szelekció Magyarországon
A szocialista rendszerben általános körzetes iskolaválasztás után legelőször az 1985-ös közoktatási törvény iktatta be a szabad iskolaválasztás intézményét, melyet az 1993-as az oktatásról, köznevelésről szóló törvény  újra megerősített.
Ez a két törvény alapjaiban változtatta meg a magyar közoktatási rendszert, melynek fő ismertetőjegyévé vált a szabad iskolaválasztáshoz való jogon felül a korai szelekció, a szabad iskolaalapítás joga és az erős iskolai autonómia. Az iskolarendszer e fő jellemzői – megfelelő fékek és ellensúlyok beiktatásának hiányában – a tapasztalatok alapján erős szegregációs folyamatokhoz vezettek.
Kutatások szerint a szegregációs folyamatok már az általános iskolai szinten megkezdődnek annak ellenére, hogy az általános iskolákban a körzetes iskolaválasztás rendszere van érvényben, azaz jogilag minden az adott körzetbe tartozó gyereket el kell helyezni egy iskolában.A 2007. évi LXXXVII. közoktatási törvény módosítása értelmében a halmozottan hátrányos helyzetű gyerekeket előnyben kell részesítenie az általános iskolának a felvételi során.
Ezzel együtt a gyakorlat azt mutatja, hogy az általános iskolák informális módon sokszor vetnek be finomabb technikákat a jelentkezők közül a legjobbak kiválogatására, ami egyik fő magyarázó tényezője az általános iskolai szegregációnak.
Középiskolai szinten az iskola már törvény szerint is szabadon döntheti el, milyen kiválasztási módszer (például felvételi) szerint rangsorolja a jelentkezőket és közülük kiket vesz fel.
Mint látható, a szabad iskolaválasztás gyakorlatát és hatásait nagyban befolyásolják további intézményrendszeri jellemzők, mint például korai szelekció, az iskolai autonómia, a finanszírozási struktúra (lásd pedagógusi kontraszelekció), az intézmény fenntartója, illetve a helyi oktatáspolitikai környezet.
Míg a szabad iskolaválasztás kiindulópontja az egyenlőségre, egyenlő jogokra épül, számos szakértő ért egyet abban, hogy a magyar oktatási rendszer halmozott egyenlőtlenségekkel küszködik és a szociálisan hátrányos helyzetűek képességbeli felzárkóztatására nem helyeznek megfelelő hangsúlyt. Mindez markáns szegregációs folyamatokat, illetve komoly minőségbeli különbségeket eredményez az iskolák között.